# Les Vallées-de-la-Vanne
Les Vallées-de-la-Vanne – gmina we Francji, w regionie Burgundia-Franche-Comté, w departamencie Yonne. W 2013 roku liczba ludności wynosiła 1064 mieszkańców. 
Gmina została utworzona 1 stycznia 2016 roku z połączenia trzech ówczesnych gmin: Chigy, Theil-sur-Vanne oraz Vareilles. Siedzibą gminy została miejscowość Theil-sur-Vanne.